# Così vive un uomo
Così vive un uomo (Живёт такой парень) è un film del 1964 diretto da Vasilij Makarovič Šukšin.